# 南貝凡德里亞納
南貝凡德里亞納（Befandriana Sud）或貝凡德里亞納阿齊莫（Befandriana Atsimo），為位在馬達加斯加的城鎮，由阿齊莫-安德列發那區穆龍貝縣（Morombe District）管轄。2001年人口普查估計該城鎮人口約有19,000人。
該城鎮的教育機構有小學和初等中學。該城鎮有提供鎮民醫療服務。大多數的居民從事農業，佔勞動人口的70%，另外有28%的居民從事畜牧業。棉豆為該城鎮最主要的作物，而其他主要作物還有木薯、豆類、稻米以及豇豆等。另外從事服務業的居民佔該城鎮勞動人口的2%。